# The Benders
The Benders is de vijftiende aflevering van de televisieserie Supernatural, op 14 februari 2006 voor het eerst uitgezonden op The WB Television Network. De aflevering is geschreven door John Shiban en werd geregisseerd door Peter Ellis. Sam en Dean gaan naar Hibbing, Minnesota om een mysterieuze verdwijning te onderzoeken.

## Verhaallijn
Sam en Dean onderzoeken een aantal mysterieuze verdwijningen in Hibbing, Minnesota. Na een gesprek met een jonge jongen, Alvin Jenkins, is die ook verdwenen. Ze gaan naar een lokale bar om hun onderzoek voort te zetten. Wanneer Sam de bar verlaat wordt hij zelf ontvoerd op de parkeerplaats buiten de bar. Wanneer Dean hem niet kan vinden meldt hij zijn verdwijning bij de plaatselijke sheriff. Adjunct Kathleen Hudak (Jessica Steen) begint Dean te helpen en ze identificeren een vrachtwagen die een vergelijkbaar geluid maakt als wat de getuige had gemeld.
Sam wordt wakker in een kooi en ontmoet daar Alvin, die vertelt dat hij al op zoek naar hem was en dat zijn broer Dean vrij rondloopt en hen zal vinden. Sam is verbaasd wanneer zijn kidnappers gewone mensen blijken te zijn. Ondertussen ontdekt Kathleen de ware identiteit van Dean. Ze stemt er echter mee in om met hem de zoektocht voort te zetten. Kathleen en Dean vinden een afgelegen stuk grond, en terwijl Dean vastgebonden is aan de auto gaat Kathleen het onderzoeken.
Wanneer Kathleen het huis nadert komt ze een jong meisje tegen, Missy Bender. Die leidt haar af zodat haar vader, Pa Bender (John Dennis Johnston) haar knock out kan slaan.
Dean weet te ontsnappen uit de handboeien, net voordat twee andere leden van de familie Bender de auto komen ophalen. Dean vindt Sam en Kathleen in de schuur. Dean is niet in staat om de kooien te openen en gaat naar het huis om naar een manier om ze te openen te zoeken. Hij vindt menselijke resten in het huis. Missy Bender verrast hem en steekt hem tegen de muur, waarna de rest van haar familie hem aanvalt en overmeestert.
Pa Bender informeert Dean dat zijn familie al jaren op mensen jaagt en doodt. Hij dreigt Dean met marteling om uit te vinden of andere politie agenten op de weg zijn. Dean moet dan kiezen of Sam of Kathleen de prooi zal zijn voor de volgende jacht. Dean kiest voor Sam, maar dan zegt Pa dat zijn zoon Lee, Sam en Kathleen dood moet schieten. In de schuur heeft Sam zichzelf en Kathleen bevrijd, zij overmeesteren Lee, en vervolgens de andere zoon van Bender, Jared, die vervolgens zijn eigen vader in zijn schouder schiet. Kathleen schiet daarop Pa Bender dood.
Dean is ontsnapt en heeft Missy Bender opgesloten in een kast. Kathleen voegt zich bij de broers en vertelt hen dat ze pa Bender heeft gedood toen die probeerde te ontsnappen. Ze laat de jongens vervolgens gaan, voordat de back-up arriveert.

## Rolverdeling
| Acteur               | Personage       |
| -------------------- | --------------- |
| Jared Padalecki      | Sam Winchester  |
| Jensen Ackles        | Dean Winchester |
| Jessica Steen        | agent Kathleen  |
| John Dennis Johnston | Pa Bender       |
| Ken Kirzinger        | Jared Bender    |
| Shawn Reis           | Lee Bender      |
| Alexia Fast          | Missy Bender    |
| Jon Cuthbert         | Alvin Jenkins   |
| Ryan Drescher        | Evan McKay      |
| Sadie Lawrence       | Mrs. McKay      |
| Sandra Steier        | Onbekend        |

## Muziek
"Rocky Mountain Way" van Joe Walsh

"Sweet and Low Down" van Composer